# Novembre 1853

## Événements
- 9 novembre, Guerre de Crimée : combat de Pitsounda.

- 10 novembre, Canada : ouverture d'une ligne de chemin de fer de Hamilton jusqu'au pont suspendu des chutes du Niagara par la Compagnie du Great Western Railway.

- 15 novembre : début du règne de Pierre V, roi du Portugal (fin en 1861).

- 30 novembre, Guerre de Crimée : bataille de Sinop. La flotte russe défait la flotte turque dans le port de Sinope et prend le contrôle de la mer Noire au détriment des Ottomans. L’équilibre européen est menacé par l’expansionnisme de la Russie. Les bâtiments britanniques et français bloquent le Bosphore pour protéger Istanbul.

## Naissances
- 27 novembre : Frank Bernard Dicksee, peintre et illustrateur britannique († 17 octobre 1928).